# Oxytropis bellii
Oxytropis bellii là một loài thực vật có hoa trong họ Đậu. Loài này được (Britton) Palib. miêu tả khoa học đầu tiên.